# Samuel Gottlieb Vogel

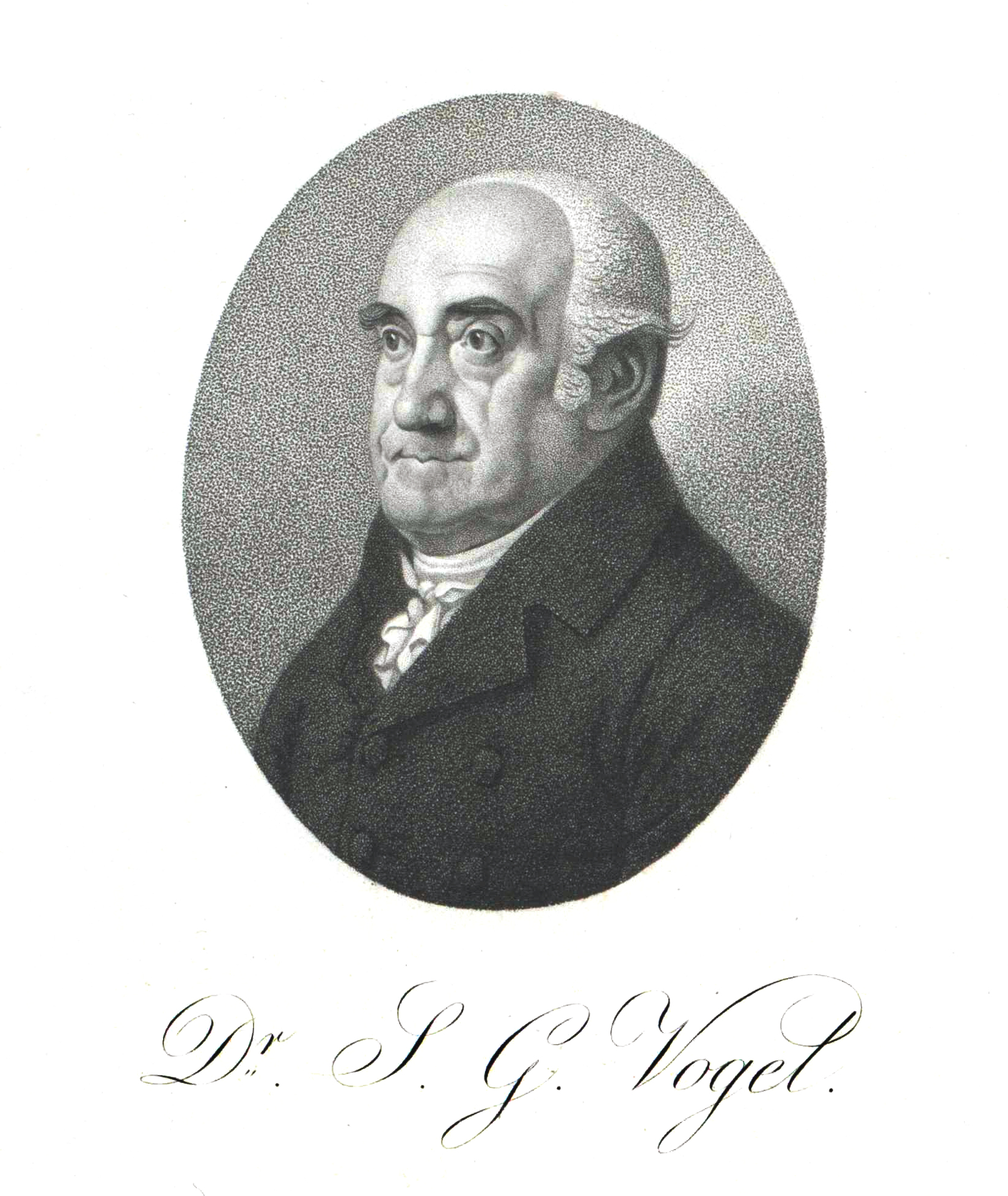
Samuel Gottlieb Vogel

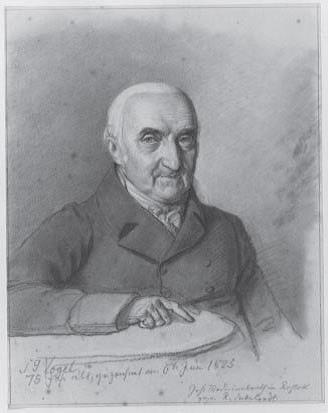
Samuel Gottlieb Vogel im Alter von 75 Jahren, Kreidezeichnung von Rudolph Suhrlandt 1825

Samuel Gottlieb von Vogel (* 14. März 1750 in Erfurt; † 19. Januar 1837 in Rostock) war ein deutscher Mediziner. Er gilt als Vater des deutschen Seebades.

## Leben
Vogel war Sohn des aus Erfurt stammenden Göttinger Mediziners Rudolf Augustin Vogel. Er begann im Alter von 14 Jahren sein Medizinstudium in Göttingen, wurde 1771 promoviert und habilitierte sich 1776. Er war Mitglied des Studentenordens ZN. Zunächst praktizierte er als Arzt in Göttingen, später in Ratzeburg als Landphysicus für das Fürstentum Ratzeburg (ab 1780) und ab 1783 auch für das Herzogtum Lauenburg. Er veröffentlichte mehrere Medizinbücher.
1789 wurde er zum Professor der medizinischen Fakultät der Universität Rostock berufen. 1793 überzeugte er den mecklenburgischen Herzog Friedrich Franz I. von Mecklenburg-Schwerin, dessen Leibarzt er auch war, von der Heilkraft eines Seebades, worauf das Seebad Heiligendamm gegründet wurde. Er war bis zu seinem Tod Badearzt in Heiligendamm. Das Amt übernahm dann Johann Hermann Becker.
Vogel trug den mecklenburgischen Titel eines Geheimen Hofrats und wurde mit dem preußischen Roten Adlerorden, 3. Klasse ausgezeichnet. 1834 wurde er mit der Verleihung des Verdienstordens der Bayerischen Krone zugleich in den bayerischen Adelsstand erhoben.
Bereits 1800 ist er in die Freimaurerloge Tempel der Wahrheit in Rostock aufgenommen worden;  zeitweise war er deren Meister vom Stuhl. 1808 wurde er zum Mitglied der Deutschen Akademie der Naturforscher Leopoldina, 1822 zum korrespondierenden Mitglied der Bayerischen Akademie der Wissenschaften und 1826 zum auswärtigen Mitglied der Göttinger Akademie der Wissenschaften gewählt.

## Werke (Auswahl)
- Über die Selbstbefleckung. Unterricht für Eltern, Erzieher und Kinderaufseher; wie das unglaublich gemeine Laster der zerstörenden Selbstbefleckung am sichersten zu entdecken, zu verhüten und zu heilen ist. 1. Auflage. Franzen und Große, Stendal 1789. (3. Auflage. Frankfurt u. a. 1818) (Digitalisat)
- Samuel Gottlieb Vogels, Hofrath und Professor in Rostock, Kranken-Examen. Oder: allgemeine philosophisch medicinische Untersuchungen zur Erforschung der Krankheiten des menschlichen Körpers. Johann Thomas Edlen von Trattnern, Wien 1797. (Digitalisat)
- Zeitschrift Neue Annalen des Seebades zu Doberan. 1.1804 - 10.1813
- Allgemeine Baderegeln. Franzen und Große, Stendal 1817.